# Feux de West Blockhouse Point
Pour les articles homonymes, voir Fastnet.
Les feux de West Blockhouse Point sont trois feux directionnels situés sur un promontoire à l'ouest de l'entrée de l'estuaire de Milford Haven et se trouvent à environ un kilomètre au nord-est de St. Ann's Head dans le comté de Pembrokeshire, au Pays de Galles.
Ce sont trois tours octogonales en béton armé de 9 11 et 14 m de haut avec une base aux côtés de 0,46 m de largeur. Elles sont surmontées de plates-formes octogonales en béton sur lesquelles se trouvent les feux. Les lumières sont accessibles par des échelles contre la paroi des colonnes. Chaque colonne porte un panneau en acier peinte en noir et blanc servant d'amer.

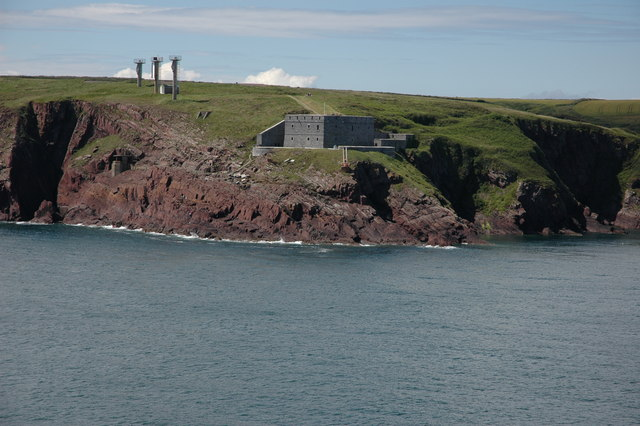
West Blockhouse Fort et les trois feux directionnels

Il y a aussi un feu principal sur la falaise, au-dessus du West Blockhouse Fort (en), mis en place par les ingénieurs de Trinity House en 1957. C'est une ancienne lanterne ronde en métal qui est fixée sur un socle en fer boulonné, ddressée sur une plate-forme en béton suspendue aux falaises et accessible par un escalier en pente raide.
La station est gérée, comme le feu de Watwick Point, par l'autorité portuaire de Milford Haven.

### Lien connexe
- Liste des phares du Pays de Galles